# Торослар
Торослар (тур. Toroslar) — район в провинции Мерсин (Турция), в настоящее время — часть города Мерсин.
На территории района Торослар находятся Юмуктепе — развалины одного из древнейших человеческих поселений в Анатолии.